# Es Port

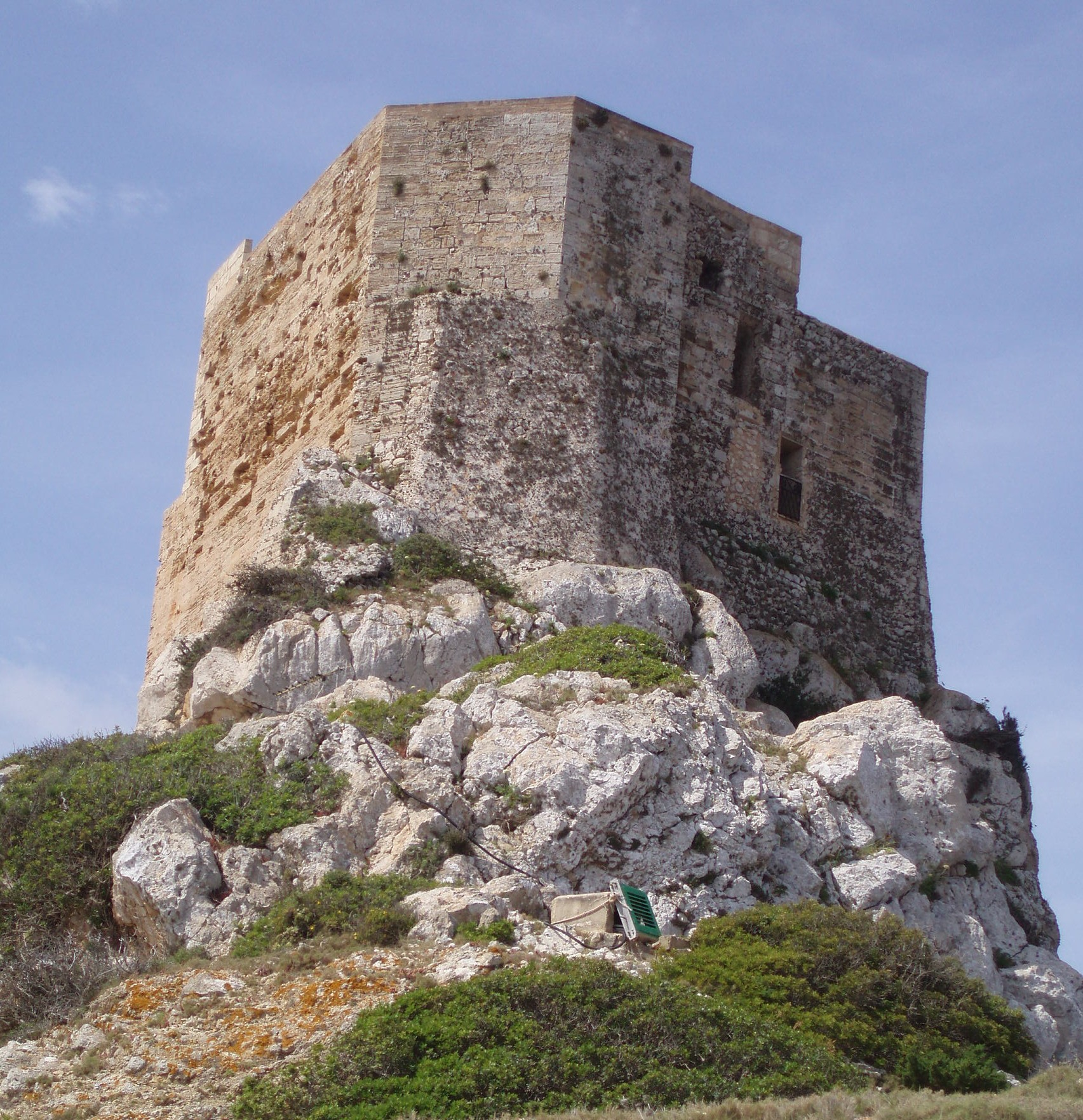
Kastell über Es Port

Es Port ist ein Ort auf der kleinen balearischen Insel Cabrera. Hier leben die momentan 20 dauerhaften Bewohner der Insel.

## Verwaltung
Verwaltungsmäßig gehört der Ort wie auch die ganze Insel zur Gemeinde der mallorquinischen sowie balearischen Hauptstadt Palma beziehungsweise zur autonomen Region der Balearen.

## Infrastruktur
Es Port ist der Hauptort der Insel und gleichzeitig auch die einzige Siedlung der knapp 16 km² großen Insel.  Ebenfalls die einzige Bar und das einzige öffentliche Telefon der Insel befinden sich dort. Auch der Hafen für den Schiffsverkehr mit Mallorca befindet sich an der weit geschwungenen, geschützten Bucht des Ortes. Es Port ist auch die lokale Verpflegungs- und Administrativmetropole für den gesamten aus Cabrera und 16 weiteren (unbewohnten) Mini-Inseln bestehenden Cabrera-Archipel.

## Tourismus
Für Tagestouristen auf Cabrera ist Es Port die Endstation des Reiseziels mit den öffentlichen Verkehrsmitteln. In der 2014 errichteten Albergue de Cabrera, die zwölf Zimmer vermietet, können Touristen zwei Nächte bleiben. Über Es Port befinden sich die Überreste einer Festung aus dem 14. Jahrhundert.